# Mississippi John Hurt
Pour les articles homonymes, voir Hurt.
 (décembre 2009).
Mississippi John Hurt, né John Smith Hurt le 8 mars 1892 à Teoc, Mississippi et mort le 2 novembre 1966 à Avalon, Mississippi, est un chanteur et guitariste de Piedmont blues, de blues et de folk américain. Sa musique est un mélange subtil de blues, de country, du bluegrass et de folk. Son style se caractérise par son jeu de guitare raffiné et sa voix douce.

## Biographie
À l'âge de 2 ans il part, avec sa famille, pour Avalon, une petite ville du Mississippi. Comme il passe la majeure partie de sa vie dans cet État du Sud, il est surnommé « Mississippi » John Hurt. Il étudie seul la guitare à l'âge de 9 ans et quitte l'école en 1902 pour travailler dans les champs de coton. Occasionnellement il joue dans des bals et à des soirées. Son idole est Jimmie Rodgers, une star de country. Très vite il développe son propre style avec une technique de pincement de cordes avec trois doigts, une technique reprise plus tard par Bob Dylan. Sa carrière débute en 1928 quand il est découvert par Okeh Records à Avalon. Cette année-là, il enregistre ses premiers titres de blues à Memphis (Tennessee), dont Frankie et Nobody's Dirty Business, qui sortent en 78 tours chez Okeh Records.
Tommy Rockwell le fait ensuite venir à New York pour graver de nouveaux morceaux (« Candy Man », « Stack O Lee Blues »). Il y rencontre Lonnie Johnson. Le nom de Mississippi John Hurt plonge alors dans l’oubli pour n’en ressortir qu’en 1963 où, redécouvert par un musicologue, il enregistre de nouveaux titres à Washington. Il se produit ensuite au Newport Folk Festival, puis au Philadelphia Folk Festival. Il meurt d'une crise cardiaque le 2 novembre 1966 à Grenada au Mississippi.

## Discographie
- 1928, Memphis

1. Frankie (3:21) 24 février 1928
2. Nobody's Dirty Business (2:52) 24 février 1928

- 1928, New York City

1. Ain't No Tellin' (2:54) 21 décembre 1928
2. Louis Collins (2:57) 21 décembre 1928
3. Avalon Blues (3:01) 21 décembre 1928
4. Big Leg Blues (2:50) 21 décembre 1928
5. Stack O' Lee (2:55) 28 décembre 1928
6. Candy Man Blues (2:44) 28 décembre 1928
7. Got The Blues (Can't Be Satisfied) (2:49) 28 décembre 1928
8. Blessed Be The Name (2:46) 28 décembre 1928
9. Praying On The Old Camp Ground (2:35) 28 décembre 1928
10. Blue Harvest Blues (2:51) 28 décembre 1928
11. Spike Driver Blues (3:13) 28 décembre 1928

## Sources
- Renseignements glanés sur le site Guitare & Blues
- Page de John Hurt sur Club Latailla
- Extrait du livret inclus dans Blues Selection.